# パク・チョルウ
パク・チョルウ（ハングル:박철우、1985年7月25日 - ）は、韓国の男子バレーボール選手。元韓国代表。

## 来歴
2004年に現代キャピタルに入団。入団当初は所属チームの先輩、フ・インジュンの控えとして出場することが多かったが、2006-2007年からレギュラーに定着した。
かつてMBC FM番組『グッドモーニング、キム・ソンジュンです！』に出演して交際している女性がいることを明かした。当時は彼女が誰であるかを明らかにしなかったが、2007-2008年から複数の新聞で、女子バスケットボール選手のシン・ヒュインと交際していることが報じられ、その後2011年9月に結婚している。シン・ヒュインの父は元韓国代表監督のシン・チヨン（申致容）で、後に移籍する三星の監督でもある。
2009年、9月18日の記者会見で韓国代表チームのイ・サンリュルコーチから暴行を受けていることを明らかにした。
2010年シーズン終了後、三星火災ブルーファングスに移籍。10シーズンプレーした後、2020年より水原韓国電力ビクストームでプレー。

## 所属チーム
- 現代キャピタル・スカイウォーカーズ（2004-2010年）
- 三星火災ブルーファングス（2010-2020年）
- 水原韓国電力ビクストーム（2020-）